# Pjotr Iwanowitsch Ratschkowski

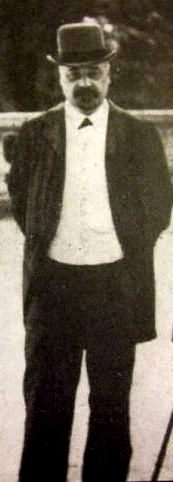
Pjotr I. Rachkovsky

Pjotr Iwanowitsch Ratschkowski (russisch Пётр Иванович Рачковский; * 1853; † 1910) war Leiter der zaristischen Geheimpolizei Ochrana. Er steht im Verdacht, der Verfasser der Protokolle der Weisen von Zion zu sein oder sie in Auftrag gegeben zu haben.

## Tätigkeit
Von 1884 bis 1902 leitete Ratschkowski die Auslandsabteilung der Geheimpolizei Ochrana, die ihren Sitz in Paris hatte. Er war hauptsächlich damit beschäftigt, die zahlreichen russischen Emigranten, die vor der Strafverfolgung ins Ausland geflohen waren, zu überwachen und zu bekämpfen. Zu diesem Zweck organisierte er ein weitgespanntes Netz von Spitzeln, das bis nach Russland selbst zurückreichte. Auch beeinflusste er französische Journalisten, damit sie positiv über das Zarenreich berichteten.

## Protokolle der Weisen von Zion
1921 wurde Ratschkowski von der polnischen Gräfin Catherine Radziwill, die in New York im Exil lebte, als Initiator der Protokolle der Weisen von Zion genannt, die die Existenz einer jüdischen Weltverschwörung beweisen wollen. Sein Untergebener Matwei Golowinski soll sie in Paris in französischer Sprache verfasst haben. Auf diese Angaben stützte sich der französische Graf Alexandre du Chayla in seinen ebenfalls 1921 erschienenen Erinnerungen. Hier und während des Berner Prozess 1935 bezeugte er, dass Ratschkowski hinter der Fälschung stand. Diese Entstehungsgeschichte der Protokolle, die viele Forscher für zutreffend halten, wird in letzter Zeit von dem italienischen Literaturwissenschaftler Cesare G. De Michelis und dem deutschen Historiker Michael Hagemeister bezweifelt, die glauben, dass der Originaltext in Russland entstand.